# Sablia belgiensis
Sablia belgiensis är en fjärilsart som beskrevs av Derenne 1931. Sablia belgiensis ingår i släktet Sablia och familjen nattflyn. Inga underarter finns listade.